# Canda arachnoides
Canda arachnoides är en mossdjursart som beskrevs av sensu Busk 1852. Canda arachnoides ingår i släktet Canda och familjen Candidae.
Artens utbredningsområde är Röda havet. Inga underarter finns listade i Catalogue of Life.